# Ken Nelson
Ken Nelson, né le 6 février 1959 à Liverpool, est un producteur de musique anglais.

## Discographie
- 1998: Gomez - Bring It On
- 1999: Gomez - Liquid Skin
- 2000: Badly Drawn Boy - The Hour of Bewilderbeast
- 2000: Coldplay - Parachutes
- 2001: Kings of Convenience- Quiet Is the New Loud
- 2002: Coldplay - A Rush of Blood to the Head
- 2005: Coldplay - X&Y
- 2005: Feeder - Pushing the Senses
- 2006: Howling Bells - Howling Bells
- 2006: Paolo Nutini -  These Streets
- 2011: The Gift - Explode